# Javier Hernández Balcázar
Javier Hernández Balcázar (n. 1 iunie 1988), cunoscut și ca Chicharito, este un fotbalist mexican care joacă pe postul de atacant la clubul american LA Galaxy. El este primul mexican care a jucat la echipa Manchester United.

## Porecla
"Chicharito" înseamnă "mic bob de mazăre" iar Hernandez a atras porecla pentru ca el este fiul lui Javier Hernandez, el însuși un atacant de top mexican care a jucat la Campionatul Mondial de Fotbal 1986 și a fost poreclit "Chicharo" ("mazăre"), din cauza ochilor lui verzi.

## Palmares

### Club

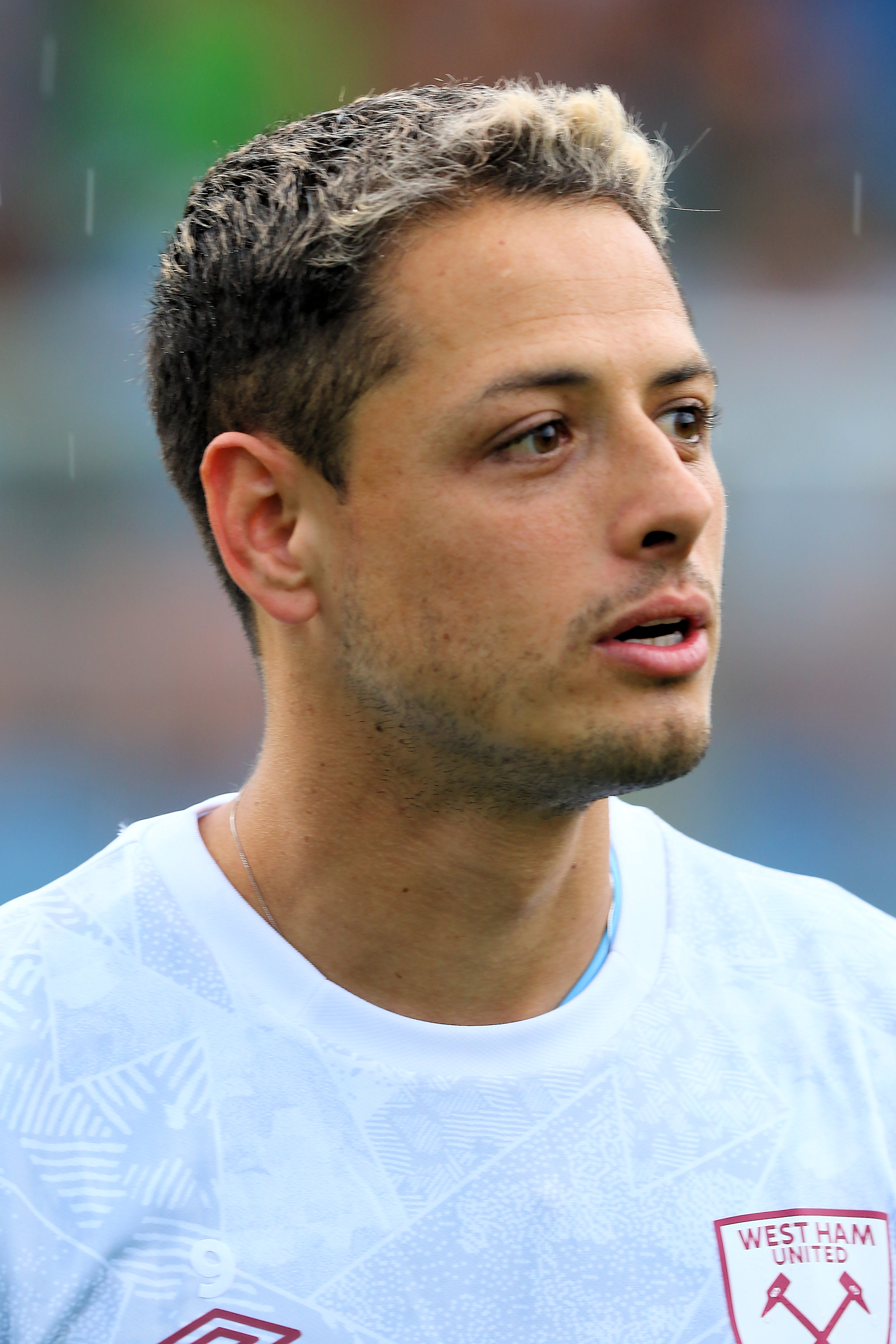
Javier Hernández, West Ham United (2019)

Guadalajara
- Primera División de México (1): Apertura 2006
- InterLiga (1): 2009

Manchester United
- Premier League (2): 2010–11, 2012–13
- FA Community Shield (1): 2010

### Internațional
Mexico
- CONCACAF Gold Cup (1): 2011

### Individual
- Golghter Primera División de México (1): Bicentenario 2010
- Balón de Oro - Best Striker (1): Torneo Bicentenario 2010
- Sir Matt Busby Player of the Year (1): 2010–11
- Golghter CONCACAF Gold Cup (1): 2011
- CONCACAF Gold Cup MVP (1): 2011
- IFFHS Most Popular Player of the CONCACAF (1): 2011

## Statistici carieră

### Club
La la 20 octombrie 2017.
| Club                   | Sezon         | Ligă             | Ligă    | Ligă   | Cupă1   | Cupă1  | Cupa Ligii | Cupa Ligii | Continental2 | Continental2 | Altele3 | Altele3 | Total   | Total  |
| Club                   | Sezon         | Divizie          | Meciuri | Goluri | Meciuri | Goluri | Meciuri    | Goluri     | Meciuri      | Goluri       | Meciuri | Goluri  | Meciuri | Goluri |
| ---------------------- | ------------- | ---------------- | ------- | ------ | ------- | ------ | ---------- | ---------- | ------------ | ------------ | ------- | ------- | ------- | ------ |
| Guadalajara            | 2006–07       | Primera División | 8       | 1      | 0       | 0      | —          | —          | 1            | 0            | 0       | 0       | 9       | 1      |
| Guadalajara            | 2007–08       | Primera División | 6       | 0      | 0       | 0      | —          | —          | 4            | 0            | 1       | 0       | 11      | 0      |
| Guadalajara            | 2008–09       | Primera División | 22      | 4      | 3       | 0      | —          | —          | 7            | 3            | 0       | 0       | 32      | 7      |
| Guadalajara            | 2009–10       | Primera División | 28      | 21     | 0       | 0      | —          | —          | 0            | 0            | 0       | 0       | 28      | 21     |
| Guadalajara            | Total         | Total            | 64      | 26     | 3       | 0      | —          | —          | 12           | 3            | 1       | 0       | 80      | 29     |
| Manchester United      | 2010–11       | Premier League   | 27      | 13     | 5       | 1      | 3          | 1          | 9            | 4            | 1       | 1       | 45      | 20     |
| Manchester United      | 2011–12       | Premier League   | 28      | 10     | 1       | 0      | 0          | 0          | 7            | 2            | 0       | 0       | 36      | 12     |
| Manchester United      | 2012–13       | Premier League   | 22      | 10     | 6       | 4      | 2          | 1          | 6            | 3            | —       | —       | 36      | 18     |
| Manchester United      | 2013–14       | Premier League   | 24      | 4      | 1       | 1      | 5          | 4          | 5            | 0            | 0       | 0       | 35      | 9      |
| Manchester United      | 2014–15       | Premier League   | 1       | 0      | 0       | 0      | 1          | 0          | —            | —            | —       | —       | 2       | 0      |
| Manchester United      | 2015–16       | Premier League   | 1       | 0      | 0       | 0      | 0          | 0          | 2            | 0            | —       | —       | 3       | 0      |
| Manchester United      | Total         | Total            | 103     | 37     | 13      | 6      | 11         | 6          | 29           | 9            | 1       | 1       | 157     | 59     |
| Real Madrid (împrumut) | 2014–15       | La Liga          | 23      | 7      | 2       | 1      | —          | —          | 8            | 1            | 0       | 0       | 33      | 9      |
| Bayer Leverkusen       | 2015–16       | Bundesliga       | 28      | 17     | 3       | 4      | —          | —          | 9            | 5            | —       | —       | 40      | 26     |
| Bayer Leverkusen       | 2016–17       | Bundesliga       | 26      | 11     | 2       | 1      | —          | —          | 8            | 1            | —       | —       | 36      | 13     |
| Bayer Leverkusen       | Total         | Total            | 54      | 28     | 5       | 5      | —          | —          | 17           | 6            | —       | —       | 76      | 39     |
| West Ham United        | 2017–18       | Premier League   | 9       | 3      | 0       | 0      | 2          | 0          | —            | —            | —       | —       | 11      | 3      |
| Total carieră          | Total carieră | Total carieră    | 253     | 101    | 23      | 12     | 13         | 6          | 66           | 19           | 2       | 1       | 357     | 139    |

### Internațional
| Mexic | Mexic   | Mexic  |
| An    | Meciuri | Goluri |
| ----- | ------- | ------ |
| 2009  | 1       | 0      |
| 2010  | 19      | 11     |
| 2011  | 13      | 12     |
| 2012  | 10      | 5      |
| 2013  | 14      | 7      |
| 2014  | 9       | 1      |
| Total | 66      | 36     |

La 29 iunie 2014